# 吳鉏
吳鉏（1618年—1679年），本名吳祖錫，字稽田、佩遠，嘉興府嘉興縣人，明朝、南明政治人物。

## 生平
吳鉏的父親是文選郎中吳昌時，因罪被殺；他在崇禎十五年（1642年）的鄉試中副榜，抱志氣，又希望為父親雪恥。中原混亂，他打算在浙西勤王，浙東屬於許都；許都敗亡，厭惡者陷害他，惟徐石麒支持他而作罷。不久，北京、南京相繼淪陷，他散盡家產結交豪俠之士，取回父親在嘉興郡庫的籍官錢四萬，故交陳洪範得知他的意志，對他向天發誓說自己是不得已投降清朝，因此他把因四萬兩交付給對方；很快陳洪範薙髮，他大感失望，改名吳鉏跟隨陳子龍、徐孚遠謀求復興國家。陳子龍命他到杭州偵察，遭仇人綑綁送往南京，很快逃出與妻弟徐枋往來靈巖山和支硎山。他前往紹興，監國魯王授與他職方郎中，紹興失陷後到滇京，永曆帝亦授與同樣職務，不久加入張煌言軍隊。
永曆十五年（1661年）清兵入緬，張煌言遣派吳鉏帶著帛書到鄖陽山中，遊說夔東十三家在湖廣出兵支援緬甸；但當時十三家已衰微無法出兵，不久張煌言軍隊也解散，他北走中原繞道南歸，經過枋澗上草堂不回家，在膠山、大竹山居住。每逢崇禎帝死忌，他動輒哭到嘔血；永曆三十一年（1677年）他迎接周王府的鎮國將軍朱麗中入山，打算奉他監國，唯因為自己生病並未成事。兩年後（1679年）的崇禎帝死忌他嘔血而死，葬在膠東，虛歲六十二。

## 引用
1. 1 2  錢海岳《南明史·卷五十八·列傳第三十四》：吳鉏，本名祖錫，字稽田，嘉興人。父文選郎中昌時，以罪死。鉏，副貢。素負大志，而又欲雪其父之恥。中原大亂，欲身任浙西，以浙東屬許都。都以兵死，忌者陷之，徐石麒力持之，乃止。未幾，兩京淪陷，散財結客。昌時資四萬籍官，猶在嘉興郡庫，鉏屬當事為之所，金得還。適陳洪範至，與鉏故，窺知其意，即矢天自言其不得已降清狀。鉏因以金與之，洪範後竟降清，鉏大沮。從陳子龍、徐孚遠謀興復，子龍使偵事抗州，被執脫歸。已與妻弟徐枋往來靈巖、支硎間，又同棲積翠。謁紹興，監國魯王授職方郎中。紹興亡，謁滇京，昭宗授官亦如之。後入張煌言軍。
2. 1 2  《清史稿·卷五百·列傳二百八十七》：吳祖錫，字佩遠，吳江人。崇禎壬午副貢。時中原大亂，料京師必危，預謀勤王。欲身任浙西，以浙東屬之許都，約未定而變作，故鎮臣陳洪範隨王師下江南，與有舊，自言其降出於不得已，而以奇策告祖錫，立出遺產四萬金畀之。已而薙髮令下，遽委之去，改名鉏，字稽田。從陳子龍、徐孚遠謀恢復。偵事杭州，為仇家縛送江寧，羈繫獄中，復髠而縱之。魯王授職方郎中，桂王亦官之如魯，仍往來吳、越間。
3. ↑  錢海岳《南明史·卷五十八·列傳第三十四》：永曆十五年，清兵入緬，煌言遣鉏挾帛書入鄖陽山中，說十三家軍，使出師撓楚以援緬。時十三家已衰敝不能出，煌言軍亦尋散，鉏乃北走中原，間南歸，則過枋澗上草堂，而不入其家。居膠山、大竹山。每歲威宗忌日，輒痛哭歐血。永曆三十一年，迎周鎮國將軍麗中至山，將奉監國，會病不果。死葬膠東，以明蹈海之憤，不願首丘云。
4. ↑  《清史稿·卷五百·列傳二百八十七》：海師入江，祖錫實導之，且連歲在金陵，隱為之助。乃復遭刊章，事解，志不稍挫。將詣滇南，而先之鄖陽。時鄖陽十三營，尚保殘寨，乃勸出師撓楚以救滇。顧十三營已疲敝，不能用其策也。桂王既入緬甸，思追從，道阻，不得達。復返吳。游中州，更由秦入楚，卒無所遇。康熙己未，客膠州大竹山，鬱鬱靡所騁。會懷宗忌日，慟哭嘔血死，遺命藁葬山中，年六十有二。距明亡已三十有五年矣。

## 延伸阅读
[在维基数据编辑]
 《清史稿/卷500》，出自趙爾巽《清史稿》